# NGC 4556
NGC 4556 is een elliptisch sterrenstelsel in het sterrenbeeld Hoofdhaar. Het hemelobject werd op 11 april 1785 ontdekt door de Duits-Britse astronoom William Herschel.

## Synoniemen
- UGC 7765
- MCG 5-30-27
- ZWG 159.22
- PGC 41980